# Manji (japansk period)

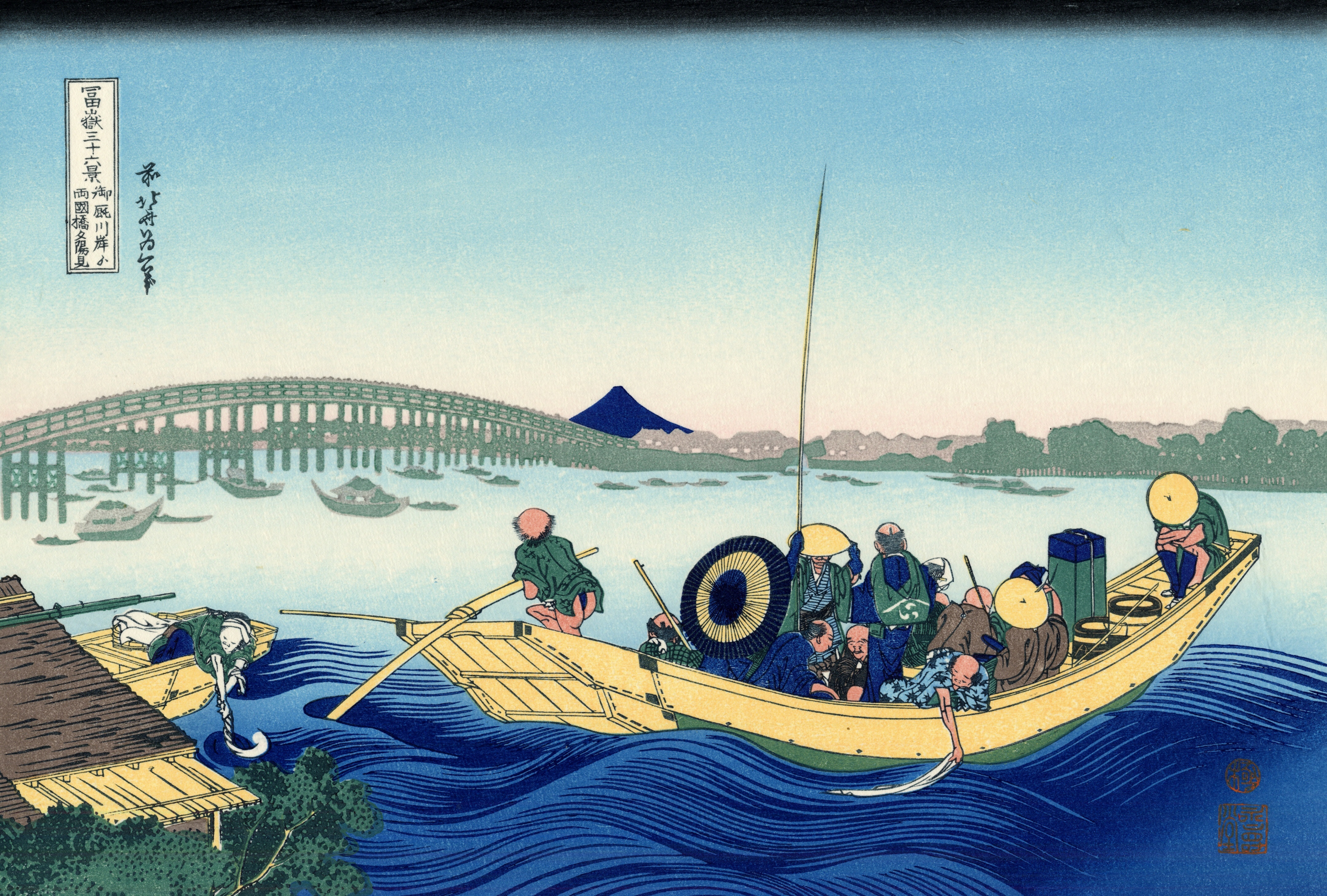
Ryogokubron i Edo började byggas år manji 2 (1659). Här avbildad av Hokusai.

Manji (japanska: 万治?, Manji), 23 juli 1658–25 april 1661, är en period i den japanska tideräkningen under kejsare Go-Sais regering. Shogun var Tokugawa Ietsuna.
Som många andra under shogunatets första hundra år inleddes perioden efter en stor brand i Edo. Namnet är hämtat från några citat ur Shiji, ett av de 24 historieverken.
Under perioden inrättas ett brandförsvar i Edo, som en direkt följd av den svåra brand som föranlett skiftet av period.